# Brunswick, Missouri
Brunswick är en ort i Chariton County i Missouri. 1900-talets största pekannöt är en av ortens sevärdheter.